# San Pedro de Gütemberg
San Pedro de Gütemberg es una localidad argentina ubicada en el Departamento Río Seco de la Provincia de Córdoba. Se halla sobre la ruta provincial 201, la cual constituye su principal vía de comunicación vinculándola con Gütemberg al este y Villa de María al sudoeste.
Cuenta con una fábrica de quesos de cabra.

## Población
Cuenta con 124 habitantes (Indec, 2010), lo que representa un descenso del 3% frente a los 128 habitantes (Indec, 2001) del censo anterior.
| Gráfica de evolución demográfica de San Pedro de Gütemberg entre 2001 y 2010 |
|                                                                              |
| Fuente: Censos nacionales del INDEC                                          |